# Julia Berenice
Julia Berenice, även Bernice, född 28, död efter år 81, var en herodiansk prinsessa, dotter till konung Herodes Agrippa I av Judeen och Cypros II, och syster till Agrippa II. 
Hon är främst känd för sitt kärleksliv. Hon var gift med sin farbroder, kung Herodes av Chalkis. Efter dennes död 48 e. Kr. bodde hon en tid tillsammans med sin bror Agrippa II tills hon ingick äktenskap med kung Polemon II av Cilicien. Hon övergav dock denne snart och återvände till sin bror. Under det judiska kriget och efter dess slut hade hon ett förhållande med Roms blivande kejsare, Titus och hoppades till och med att bli hans gemål, men försköts av honom, sedan han blivit kejsare år 79. Hon är känd från Nya Testamentet (Apostlagärningarna).